# Промова Сталіна до Політбюро 19 серпня 1939 року
Промова Сталіна до Політбюро 19 серпня 1939 року

19 серпня 1939 року, за чотири дні до підписання радянсько-німецького договору про ненапад (Пакт Молотова — Ріббентропа), Сталін терміново скликав Політбюро ЦК ВКП(б) і керівництво Комінтерну. На цьому засіданні він виступив з промовою. Сталін прямо заявив:
Досвід останніх 20 років показав, що в мирні часи неможливо підтримувати комуністичний рух у Європі в силі достатній, щоб партія більшовиків змогла захопити владу. Диктатура партії стане можливою лише за умов великої війни. Наш вибір зрозумілий. Ми мусимо прийняти німецьку пропозицію і ввічливо відіслати англо-французькі делегації додому. Нашою безпосередньою перевагою буде повалення Польщі аж до самої Варшави, включно з українською Галичиною.
Деякі історики, не знімаючи зі Сталіна відповідальності за агресію проти Польщі, Балтійських країн і Фінляндії, ставлять під сумнів сам факт засідання і вважають текст промови фальшивкою уряду Віші (див. Случ С. З.). Інші історики доводять, що промова мала місце (див. Павлова І. В.). Зрештою, Т. Бушуєва знайшла у секретних фондах колишнього Особливого архіву СРСР ф. 7 оп. 1 д. 1223 російський переклад з французької копії виступу Сталіна, імовірно зроблений кимось із Комінтерну, присутньому на засіданні Політбюро. На думку Ю. Н. Афанасьєва, ця промова перебуває в одному ряді з виступами Сталіна 5 травня 1941 р. перед випускниками військових академій (а також його репліками й тостами на бенкеті, влаштованому з цієї нагоди) і на головній Військовій раді 14 травня 1941 р.